# 2010年バンクーバーオリンピックのカナダ選手団
2010年バンクーバーオリンピックのカナダ選手団（2010ねんバンクーバーオリンピックのカナダせんしゅだん）は、2010年2月12日から2月28日までカナダのブリティッシュコロンビア州バンクーバー市で開催された2010年バンクーバーオリンピックのカナダ選手団、およびその競技結果。

## 概要
今大会は開催国として大きく躍進し、金メダル14個、銀メダル7個、銅メダル5個の合計26個のメダルを獲得した。金メダル14個と合計26個は過去最高だった。
フィギュアスケートのアイスダンスではテッサ・ヴァーチュ＆スコット・モイア組が金メダルを獲得した。フィギュアスケートのアイスダンスでヨーロッパ選手以外が金メダルを獲得するのは史上初の出来事だった。

## メダル
| メダル | 選手名 | 競技                 | 種目                   |
| ------ | --- | -------------------- | ---------------------- |
| 金     | アレキサンダー・ビロドウ | フリースタイルスキー | 男子モーグル           |
| 金     | アシュリー・マカイバー | フリースタイルスキー | 女子スキークロス       |
| 金     | マイール・リッカー | スノーボード         | 女子スノーボードクロス |
| 金     | ジェシー＝ジェイ・アンダーソン | スノーボード         | 男子パラレル大回転     |
| 金     | マシュー・ジロー ルーカル・マコウスキー デニー・モリソン | スピードスケート     | 男子団体パシュート     |
| 金     | クリスティン・ネスビット | スピードスケート     | 女子1000m              |
| 金     | テッサ・ヴァーチュ スコット・モイア | フィギュアスケート   | アイスダンス           |
| 金     | シャルル・アムラン | ショートトラック     | 男子500m               |
| 金     | ギオーム・バスティーユ シャール・アメリン フランソワ・アメリン オリバー・ジーン フランソワ＝ルイ・トランブレー | ショートトラック     | 男子5000mリレー        |
| 金     | パトリス・ベルジュロン ダン・ボイル マーティン・ブロデューア シドニー・クロスビー ドリュー・ダウティ マーク＝アンドレ・フラーリー ライアン・ゲツラフ ダニー・ヒートリー ジェローム・イギンラ ダンカン・キース ロベルト・ルオンゴ パトリック・マーロー ブレンデン・モロー リック・ナッシュ スコット・ニーダーマイヤー コーリー・ペリー クリス・プロンガー マイク・リチャーズ ブレント・シーブルック エリック・ストール ジョー・ソーントン ジョナサン・テイヴズ シェイ・ウェバー | アイスホッケー       | 男子                   |
| 金     | シャルリーヌ・ラボンテ キム・サンピエール シャノン・サバドス テッサ・ボノム カーラ・マクリード ベッキー・ケラー コリーン・ソストリクス ミーガン・ミケルソン キャサリン・ウォード ミーガン・アゴスタ ジリアン・アップス ジェニファー・ボテリル ジェイナ・ヘフォード ヘイリー・アーウィン レベッカ・ジョンストン ジーナ・キングスベリー カロリーヌ・ウェレット シェリー・パイパー マリー＝フィリップ・プーリン サラ・バリアンコート ヘイリー・ウィッケンハイザー                 | アイスホッケー       | 女子                   |
| 金     | ケーリー・ハンフリーズ ヘザー・モイズ | ボブスレー           | 女子2人乗り            |
| 金     | ケビン・マーティン ジョン・モリス マーク・ケネディ ベン・ヘバート アダム・エンライト | カーリング           | 男子                   |
| 金     | ジョン・モンゴメリー | スケルトン           | 男子                   |
| 銀     | ジェニファー・ハイル | フリースタイルスキー | 女子モーグル           |
| 銀     | マイク・ロバートソン | スノーボード         | 男子スノーボードクロス |
| 銀     | クリスティナ・グローブス | スピードスケート     | 女子1500m              |
| 銀     | マリアンヌ・サンゲレ | ショートトラック     | 女子500m               |
| 銀     | ジェシカ・グレグ カリーナ・ロベルジェ マリアンヌ・サンゲレ ターニャ・ビセント | ショートトラック     | 女子3000mリレー        |
| 銀     | ヘレン・アッパートン シェリー＝アン・ブラウン | ボブスレー           | 女子2人乗り            |
| 銀     | シェリル・バーナード スーザン・オコーナー キャロリン・ダービーシャー コリ・バーテル クリスティ・ムーア | カーリング           | 女子                   |
| 銅     | クリスティナ・グローブス | スピードスケート     | 女子3000m              |
| 銅     | クララ・ヒューズ | スピードスケート     | 女子5000m              |
| 銅     | ジョアニー・ロシェット | フィギュアスケート   | 女子シングル           |
| 銅     | フランソワ＝ルイ・トランブレ | ショートトラック     | 男子500m               |
| 銅     | リンドン・ラッシュ クリス・ルビアン デービッド・ビセット ラッセルズ・ブラウン | ボブスレー           | 男子4人乗り            |